# Achmad Magomedowitsch Abdulajew

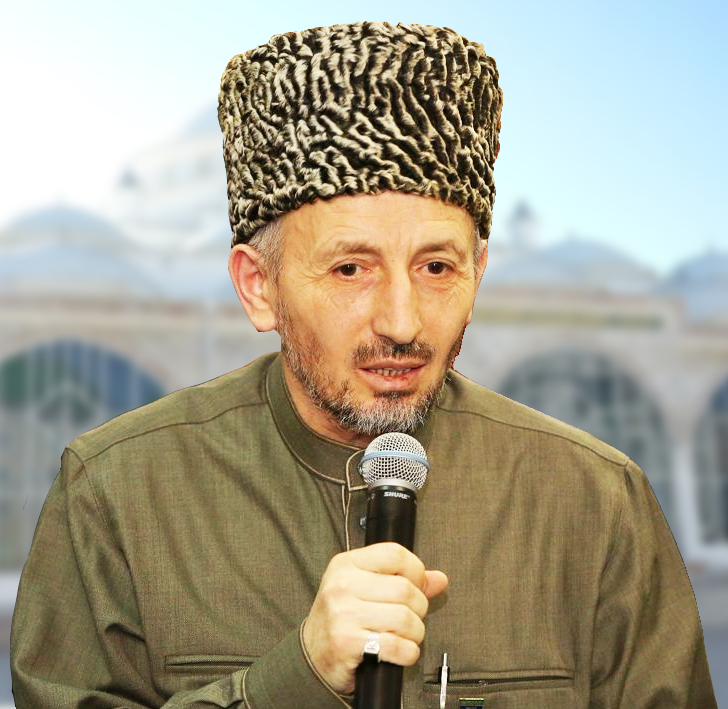
Achmad Magomedowitsch Abdulajew

Scheich Achmad Magomedowitsch Abdulajew (russisch Ахмед Магомедович Абдуллаев; wiss. Transliteration
Achmed Magomedovič Abdullaev; geboren 15. September 1959, Rajon Gumbetowski, Dagestanische ASSR, RSFSR, UdSSR) ist seit 1998 Vorsitzender der Geistlichen Verwaltung der Muslime Dagestans und damit Mufti von Dagestan mit Sitz in Machatschkala. Er ist Scheich der Schadhili- und Nakschibendi-Sufiorden und Mitglied im Obersten Religiösen Rat der Kaukasusvölker.  
Er ist Rektor der Nordkaukasischen Islamischen Universität Scheich Muhammad Arif, einer führenden islamischen Bildungseinrichtungen der Republik Dagestan im Nordkaukasus.